# Улица Писемского (Сестрорецк)
У́лица Пи́семского — улица в городе Сестрорецке Курортного района Санкт-Петербурга. Проходит от Владимирского проспекта до Горского кладбища.
Название было присвоено в начале XX века в честь русского писателя и драматурга А. Ф. Писемского.

## Застройка
- № 2, корпус 1 — жилой дом (1955[2])
- № 2, корпус 2 — жилой дом (1938[2])
- № 2, корпус 3 — жилой дом (1938[2])
- № 2, корпус 4 — жилой дом (1957[2])
- № 2, корпус 5 — жилой дом (1958[2])
- № 2, корпус 6 — жилой дом (1957[2])
- № 2, корпус 7 — жилой дом (1958[2])
- № 2, корпус 8 — жилой дом (1957[2])
- № 2, корпус 9 — жилой дом (1957[2])
- № 2, корпус 10 — жилой дом (1958[2])
- № 2, корпус 11 — жилой дом (1957[2])